# Katharine Jefferts
Katharine Jefferts Schori (Pensacola, Florida, Estados Unidos; 26 de marzo de 1954) es una oceanógrafa y obispa estadounidense. Desde el 4 de noviembre de 2006 hasta el 2015 fue obispa presidente de la Iglesia episcopal en los Estados Unidos, siendo la primera mujer en ocupar un ministerio tan alto en toda la Comunión anglicana.

## Biografía
Es hija de un oficial de la Armada de los Estados Unidos. Desde muy joven se interesó por la biología marina. Obtuvo su título profesional en Biología en la Universidad Stanford en 1974, su maestría en Oceanografía en la Universidad Estatal de Oregón en 1977, y su doctorado en esa misma disciplina, también en Oregón en 1983. Durante varios años se dedicó a la investigación como oceanógrafa. 
Es ordenada presbítera de la Iglesia episcopal en 1994. Ocupó varios cargos en la Diócesis episcopal de Oregón hasta 2001, cuando es elegida obispa de la Diócesis episcopal de Nevada. Desde entonces se convirtió en líder destacada del sector más liberal de la Iglesia episcopal. El 19 de junio de 2006 fue elegida obispa presidente de la Iglesia episcopal de Estados Unidos. Tomó posesión del cargo el 4 de noviembre de 2006.
| Predecesor: Frank Griswold          | Obispo presidente de la Iglesia episcopal 2006 - 2015 | Sucesor: Michael Bruce Curry |
| Predecesor: Stewart Clark Zabriskie | Obispo episcopal de Nevada 2001 - 2006                | Sucesor: Dan Thomas Edwards  |